# Ускорител на частици
Ускорител на частици е устройство, което използва електрични и/или магнитни полета за ускоряването на електрически заредени частици и йони до много високи скорости. Съвременните ускорители са много скъпи съоръжения, изискващи ресурси, които не са по силите на никоя държава самостоятелно. Затова се строят с колективните усилия на няколко държави.
Принципът на работа на ускорителя е основан на взаимодействието на заредени частици с електричното и магнитното полета. Електричното поле способно извършва директна работа над частицата, като увеличава нейната енергия. Магнитното поле, създавайки Лоренцова сила, само отклонява частицата, без да изменя енергията ѝ, и задава орбитата, по която се движат частиците.
Ускорителите могат да бъдат разделени на две големи групи. Това са линейни ускорители, където снопът от частици преминава еднократно през ускоряващи го участъци, и циклични ускорители, в които сноповете се движат по затворени криви (например окръжности), преминавайки ускоряващите участъци многократно. Ускорителите могат да бъдат класифицирани и по предназначение: колайдери, източници на неутрони, бустери, източници на синхротронно излъчване, апаратури за медицинска терапия, промишлени ускорители.

## Конструкции на ускорителите

### Високоволтов ускорител (ускорител с директно действие)
Ускорител на заредени частици (електрони), в който ускорението се дължи на електрично поле, което е неизменно или слабо се променя в течение на цялото време за ускоряване на частиците. Негово важно предимство пред другите типове ускорители е възможността да се получи еднаква енергия на всички частици, или поне с много малък диапазон на вариране. Този тип ускорители се характеризира с висок КПД (до 95%) и дава възможност за постигане на голяма мощност (500 KeV и повече) което е важно за промишлени цели.

### Електростатичен ускорител
С най-проста конструкция, линеен ускорител. Частиците се ускоряват под въздействието на постоянно електрично поле и се движат праволинейно във вакуумна камера, по чиято дължина са разположени ускоряващите електроди.
Разновидности:
- Ускорител на Ван де Грааф – Ускоряващото напрежение се създава от генератор на Ван де Грааф, чийто принцип на действие използва механическо пренасяне на заряди с диелектрична лента. Максималните електрически напрежения от ~20 MV определят максимална енергия на частиците от ~20 MeV.
- Каскаден ускорител – Ускоряващото напрежение се създава от каскаден генератор, който създава постоянно ускоряващо високо напрежение от ~5 MV, като преобразува ниско променливо напрежение по схемата на диоден умножител.

Линейните ускорители на електрони с невисоки енергии често се използват като съставна част на най-различни електровакуумни прибори (електронно-лъчева тръба, кинескоп, рентгенова тръба и др.).

### Циклотрон
Идеята на циклотрона е проста. Между два кухи електрода с полукръгла форма (наречени дуанти) се прилага променливо електрическо напрежение. Дуантите са разположени между полюсите на електромагнит, който създава постоянно магнитно поле. Частицата, въртейки се по окръжност в магнитното поле, се ускорява при всеки оборот от електрическото поле, приложено към процепа между дуантите. За да се получи това, е необходимо честотата на изменение на полярността на напрежението на дуантите да е равна на кръговата честота на частицата. С други думи, циклотронът е един резонансен ускорител. Ясно е, че с увеличението на енергията на всеки оборот, радиусът на траекторията на частиците ще се увеличава, докато тя не напусне пределите на дуантите.
Циклотронът е първият цикличен ускорител. За първи път е разработен и построен през 1931 г. от Ърнест Лорънс, за което е удостоен с Нобелова награда за физика за 1939 г. И до днес циклотроните се прилагат за ускорение на тежки частици до сравнително неголеми енергии – до 50 MeV/нуклон.

### Бетатрон
Друго название: индукционен ускорител. Цикличен ускорител, в който ускорението на частиците се осъществява от вихрово електрично поле, индуцирано от изменението на магнитния поток, обхващан от орбитата на снопа частици. Тъй като за създаването на вихрово електрично поле е необходимо да се изменя магнитното поле на сърцевината, а магнитните полета в несвърхпроводящите машини обикновено са ограничени от ефекта на насищане на желязото към ~20 килогауса, максимално достижимата енергия при бетатрона е ограничена отгоре. Бетатроните се използват предимно за ускорение на електрони до енергии 10 – 100 MeV (максимумът на достигната в бетатрон енергия е 300 MeV).
Първият надеждно работещ бетатрон е построен от Доналд Кърст през 1940 – 1941 г. в САЩ.

### Микротрон
Микротронът е ускорител с променлива кратност. Резонансен цикличен ускорител с постоянни, като при циклотрона, водещо магнитно поле и честота на ускоряващото напрежение. Идеята на микротрона е нарастването на времето за един оборот на частицата, получаващо се за сметка на ускорението, да се направи кратно на периода на трептене на ускоряващото напрежение.

### Фазотрон (синхроциклотрон)
Принципната разлика на синхроциклотрона от циклотрона е, че честотата на електричното поле се изменя в процеса на ускорения. Това позволява да се увеличи максималната енергия на ускоряваните йони. Енергията на частиците във фазотрона достига до 600 – 700 MeV.

### Синхрофазотрон
Цикличен ускорител с постоянна дължина на орбитата и с изменящи се честота на ускоряващото електрично поле и големина на удържащото магнитно поле. Другото му название е протонен синхротрон.

### Синхротрон
Цикличен ускорител с постоянна дължина на орбитата и постоянна честота на ускоряващото електрично поле, но с изменящо се магнитно поле.

### Лазер със свободни електрони
Специализиран източник на кохерентно рентгеново излъчване.

### Линеен ускорител
Нарича се също „ли́нак“ (съкращение от LINear ACcelerator). Ускорител, в който частиците прелитат еднократно. Линейните ускорители се използват най-често за първично ускорение на частици, получени от електронна пушка или от йонен източник. Идеята за линеен колайдер за висока енергия не е нова. Основно предимство на линака е възможността да се получават ултрамалки емитанси и отсъствието на загуби на енергия, които растат пропорционално на четвъртата степен на енергията на частиците.

### Колайдер
Колайдерът е ускорител на насрещни снопове частици. Това са чисто експериментални съоръжения, чиято цел е да се изучат процесите, протичащи при сблъсъка на частици с високи енергии. Големият адронен ускорител в CERN, както и Теватрон във Фермилаб са колайдери.
Колайдерите са два вида – кръгови, например, големият адронен ускорител в Европейския център за ядрени изследвания CERN (Centre europeen de recherche nucleaire). и линейни, като проектирания Международен линеен колайдер (International Linear Collider).

## Приложение
- Научни изследвания.
- Стерилизация (за стерилизация на хранителни продукти, медицински инструменти).
- Медицина (за радиотерапия на онкологични заболявания, за радиодиагностика).
- Производство на чипове (йонна имплантация, легиране).
- Радиационна дефектоскопия.
- Радиационно сшиване на полимери.
- Радиационно пречистване на леярни газове и отпадни води.